# Leon Štukelj
Leon Štukelj (Rudolfswerth, 1898. november 12. – Maribor, 1999. november 8.) olimpiai és világbajnok jugoszláv-szlovén tornász.

## Életútja
1927-ben befejezte jogi tanulmányait. Sportpályafutása befejezése után bíróként dolgozott, először Novo mestoban, majd Lenartban és Mariborban, ahol haláláig élt. 1936-tól tagja volt a maribori Rotary Clubnak. Jugoszlávia megszállásával a klub 1941 áprilisában abbahagyta működését és a második világháború után sem éledt újjá. 1993-ban Štukelj ismét elősegítette a rotarianizmus létrehozását Szlovéniában. Štukelj nem szimpatizált Jugoszlávia kommunista vezetésével. A háború után először börtönbe került, majd szabadon engedték, de a kommunista hatóságok véglegesen eltiltották a bírói munkától és csak jogi asszisztensként dolgozhatott.
Az 1990-es években őt tartották a legidősebb élő olimpia bajnoknak. Ezért részt vett az 1996-os atlantai olimpia megnyitó ünnepségén. 1998-ban nagy ünnepséggel köszöntötték századik születésnapján egész Szlovéniában. Néhány nappal 101. születésnapja előtt hunyt el hirtelen szívmegállásban. Az egyéni olimpiai bajnokok között a mai napig ő a leghosszabb ideig élt sportoló.
A Novo mesto-i sportcsarnok az ő nevét viseli.

## Pályafutása
Három olimpiai játékon vett részt Jugoszlávia képviseletében. Az 1924-es párizsi olimpián egyéniben és nyújtón olimpiai bajnok lett, és csapatban negyedik helyezést ért el a válogatottal. Az 1928-as amszterdami olimpián gyűrűn arany-, egyéniben és csapatversenyben bronzérmet szerzett. Az 1932-es olimpián nem vett részt. Utolsó olimpiája az 1936-os berlini játékok voltak, ahol gyűrűn ezüstérmet szerzett.
Három világbajnokságon versenyzett és öt arany- három ezüst- és három bronzérmet szerzett. Legsikeresebb szereplése az 1922-es ljubljanai tornán volt, ahol korláton, nyújtón és gyűrűn aranyérmet nyert, lólengésben és csapatban pedig ezüstérmes lett.

## Sikerei, díjai
- Olimpiai játékok
  - aranyérmes (3): 1924, Párizs (egyéni, nyújtó), 1928, Amszterdam (gyűrű)
  - ezüstérmes: 1936, Berlin (gyűrű)
  - bronzérmes (2): 1928, Amszterdam (egyéni, csapat)
- Világbajnokság
  - aranyérmes (5): 1922 (korlát, nyújtó, gyűrű), 1926 (nyújtó, gyűrű)
  - ezüstérmes (3): 1922 (lólengés, csapat), 1926 (csapat)
  - bronzérmes (3): 1926 (korlát), 1930 (nyújtó, csapat)